# Modéliste
Pour le pratiquant du loisir, voir modélisme.
Un modéliste (dont le métier est le modélisme) est chargé de créer le patronnage d'un vêtement (les formes des différentes pièces du vêtement) de façon à matérialiser un croquis de style ou un dessin technique, généralement fait par le styliste.
On parle aussi de patronnier mais en France le terme patronnier est plutôt orienté vers l'industrialisation, tandis que le modéliste (toiliste) est plutôt orienté vers le prototypage.
Plusieurs techniques permettent de passer du dessin à la mise en volume :
- Le moulage qui consiste en une mise en volume de la toile sur mannequin, c'est la technique des couturières ;
- Le tracé plat qui consiste à confronter des données théoriques sur le corps humain et la connaissance des mensurations standards ;
- La méthode de transformation qui consiste à utiliser et transformer un patronnage préexistant et proche dans ses formes et volumes.

Le plus souvent le patronnage est réalisé et modifié à l'aide d'un logiciel de CAO.